# Kotowa Wola
Kotowa Wola – wieś w Polsce położona w województwie podkarpackim, w powiecie stalowowolskim, w gminie Zaleszany.
W latach 1975–1998 miejscowość administracyjnie należała do województwa tarnobrzeskiego. Miejscowość należy do parafii św. Józefa Robotnika w Kotowej Woli.
| SIMC    | Nazwa      | Rodzaj    |
| ------- | ---------- | --------- |
| 0810785 | Biel       | część wsi |
| 0810791 | Błonie     | część wsi |
| 0810800 | Niwa       | część wsi |
| 0810816 | Podlaszcze | część wsi |
| 0810822 | Wygon      | część wsi |
| 0810839 | Zastawie   | część wsi |
| 0810845 | Zawodzie   | część wsi |

W Kotowej Woli znajduje się pomnik generała Władysława Sikorskiego oraz wiele przydrożnych kapliczek. Obok szkoły znajdują się częściowo wyremontowany dworek  Horodyńskich.
Majątek ziemski w Kotowej Woli był od 1905 roku własnością Horodyńskich: najpierw należał do Zbigniewa Horodyńskiego (1851–1930) i jego żony, Marii z Podleskich Horodyńskiej (1861–1933), a następnie ich dzieci: Zbigniewa Bogusława Horodyńskiego (1887–1943), Marii z Horodyńskich Kowerskiej (ok. 1885–1943) i Zofii z Horodyńskich Skibniewskiej (1884–1949). Po II wojnie światowej uległ przymusowej parcelacji.